# Катырева
Катырева — деревня в Ачитском городском округе Свердловской области. Управляется Ключевским сельским советом.

## География
Деревня располагается в долине реки Еманзельга в 41 километре на юго-восток от посёлка городского типа Ачит.

### Часовой пояс
Катырева, как и вся Свердловская область, находится в часовой зоне МСК+2. Смещение применяемого времени относительно UTC составляет +5:00.

## Население
| 2002 | 2010 | 2021 |
| ---- | ---- | ---- |
| 136  | ↘87  | ↘64  |

## Инфраструктура
Деревня разделена на шесть улиц: Заречная, Зелёная, Советская.